# Ungerhausen
Ungerhausen é um município da Alemanha, situado no distrito de Baixa Algóvia, no estado da Baviera. Tem 7,02 km² de área, e sua população em 2019 foi estimada em 1.121 habitantes.